# Philadelphus wootonii
Philadelphus wootonii är en hortensiaväxtart som beskrevs av Shiu Ying Hu. Philadelphus wootonii ingår i släktet schersminer, och familjen hortensiaväxter. Inga underarter finns listade i Catalogue of Life.